# برانکوشی ۶۴۲۹
سیارک ۶۴۲۹ (به انگلیسی: 6429 Brancusi، نامگذاری:4050T-1) شش هزار و چهارصد و بیست و نهمین سیارک کشف شده‌است که در ۲۶ مارس ۱۹۷۱ کشف شد.
قدر مطلق سیارک برابر ۱۴٫۴۰ است.